# Monumentul lui Martin Luther King Jr.
Monumentul lui Martin Luther King Jr. face parte dintr-un program creat de fratenitatea Alpha Phi Alpha (ΑΦA) care presupune ridicarea unui monument pentru activistul american al drepturilor omului.
Monumentul va fi amplasat la Galeria națională din Washington. King va fi astfel primul om de culoare comemorat în galeria națională, și a treia personalitate care va fi comemorată în acest fel fără să fie președinte. Costurile estimate la 120 de milioane de dolari americani sunt suportate de o fundație.